# Nena Sanchez
Elizabeth (Nena) Sanchez (Curaçao, 1943 - aldaar, 18 augustus 2017) was een Curaçaose binnenhuisarchitect, beeldend kunstenaar en voormalig Miss Curaçao. Sinds 2002 had ze haar eigen galerie in landhuis Jan Kok nabij Sint Willibrordus.

## Leven en werk
In haar jeugd was Sanchez al geïnteresseerd in kunst. Op achttienjarige leeftijd nam ze deel aan een kunstwedstrijd uitgeschreven door de afdeling Cultuur en Kunst. Haar houtskooltekening was een van de twaalf beste werken, die aan een tentoonstelling in Mexico mochten deelnemen.
In 1966 nam Sanchez, nadat ze een keer op de catwalk had gelopen, deel aan de missverkiezing op Curaçao. Ze was de opvolger van Ninfa Palm; het jaar daarop mocht ze Imelda Thodé kronen. In 1993 deden alle drie nog mee aan een reünie van missen. Ze werd Miss Curaçao en mocht deelnemen aan de Miss Universe-verkiezing waar ze werd gekozen tot Miss Amity. In de rol van Miss Curaçao vertegenwoordigde ze het eiland op verschillende internationale evenementen. In deze periode studeerde ze interieurarchitectuur in Venezuela en werkte in de Verenigde Staten, Europa en Azië.
Na 25 jaar op verschillende continenten te hebben doorgebracht, verhuisde Sanchez in 1994 terug naar Curaçao. Ze maakte zich de schilderkunst eigen en begon als autodidact te experimenteren met verschillende materialen zoals canvas, papier en hout. Haar inspiratie haalde ze uit de tropische omgeving. Haar schilderijen verbeelden het Caribische landschap, zij schilderde onder meer tropische bloemen en planten, bomen, huizen en mensen. Sinds 1998 publiceerde Sanchez haar werk in eigen beheer in de vorm van reproducties, kunstkaarten, miniprints, posters en kalenders. Muurschilderingen van haar hand zijn op veel plaatsen in Curaçao te zien.
Nena Sanchez is 73 jaar oud geworden. Haar galerie in Landhuis Jan Kok wordt sindsdien gerund door haar zus Ana.